# 丹羽氏定

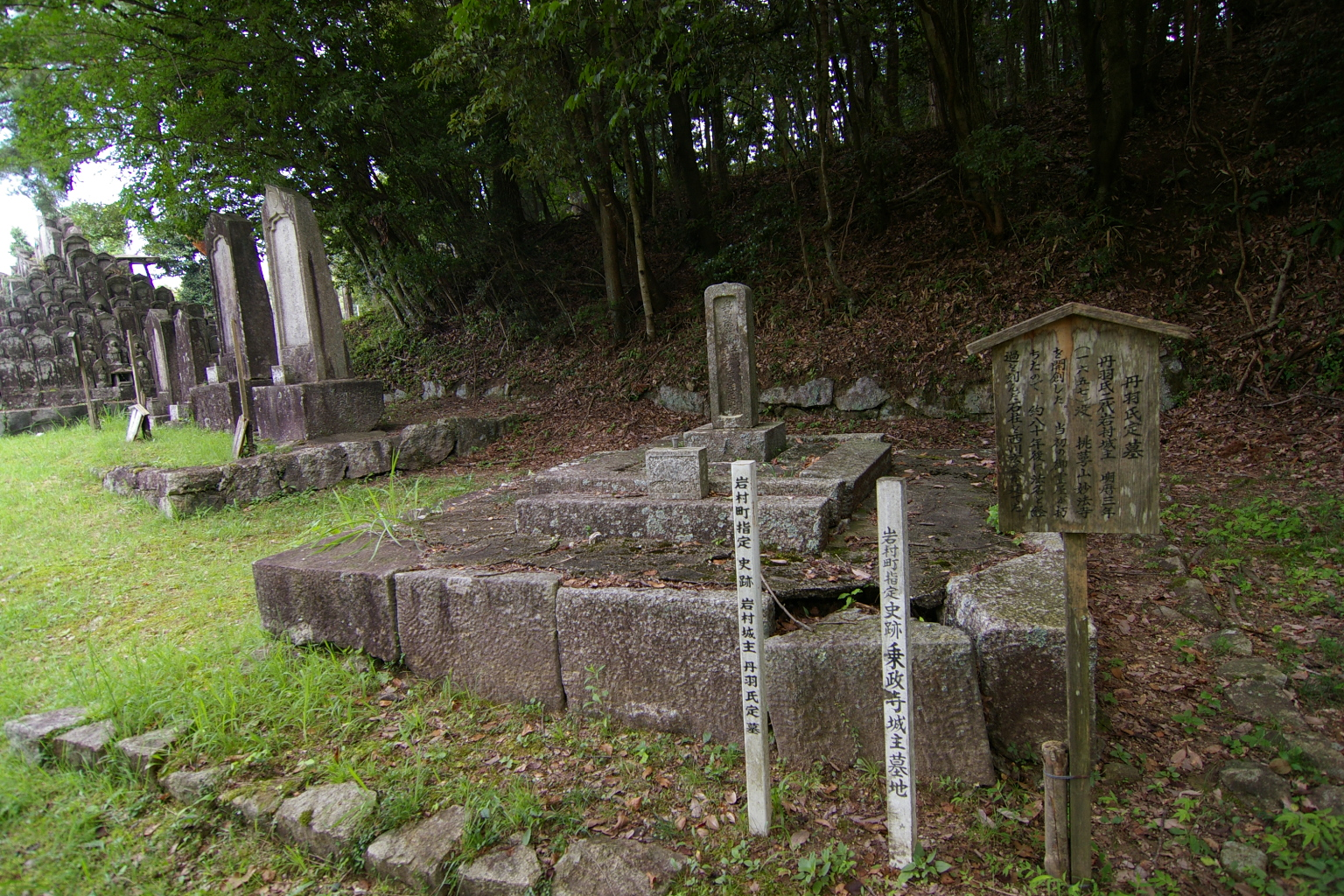
大名墓地（岐阜県恵那市岩村町）丹羽氏定の墓

丹羽 氏定（にわ うじさだ）は、江戸時代前期の大名。美濃国岩村藩2代藩主。氏次系丹羽家3代。

## 生涯
慶長11年（1606年）、伊保藩主の丹羽氏信の嫡男として三河国加茂郡の伊保陣屋で生まれた。
元和元年（1615年）、10歳のときに初めて、将軍徳川秀忠に拝謁する。
寛永15年（1638年）4月27日に父の氏信が1万石を加増されて2万石となり、国替で岩村藩から浜松藩に移封した松平乗寿の後を受けて、12月に岩村城に入城した。
正保3年（1646年）5月11日に父の氏信が没したため、同年11月11日、岩村藩を嗣いだ。その際、弟の丹羽氏春に恵那郡の野井村と藤村の一部（深萱）と土岐郡山野内村の計1000石を分与して旗本としたため、1万9000石となった。同年12月30日に従五位下に叙せられ、式部少輔に任ぜられた。
慶安元年（1648年）、はじめて藩主として岩村へ赴く。慶安4年（1651年）、三河刈谷藩主の松平定政が、大名家を放棄して遁世したため、水野忠善と共に刈谷城に赴き、城を請け取った。
正保4年（1647年）と、承応2年（1653年）には、大坂加番に任じられた。
また、承応年間には高坂藩主の加賀爪直清に嫁した娘・多阿姫が難産で苦しんだため、日蓮宗の日輝上人の祈祷を受けたところ安産をすることができた。氏定は、これを機会に一寺を建てて、日輝上人を迎えようとしたが、代わりに伊豆国玉沢の妙法華寺の僧・日亮を紹介されたので、承応2年（1653年）日亮によって妙法寺を開山した。
明暦2年（1656年）、野井村の臨済宗寺院・威代寺の檀徒間で諍いがあり、11月に氏定の裁定により、一方を曹洞宗に改宗させた上で、弟の氏春がこの年に創建した天長寺の檀徒とした。
明暦3年（1657年）4月16日に江戸にて没した。享年52。岩村藩主は長男の丹羽氏純が継いだ。
当時岐阜県恵那市岩村町に存在した丹羽氏の菩提寺の妙仙寺に葬られたが、寺は現存せず大名墓地（乗政寺山墓地）に墓が残されている。法名は、興昌院殿桃雲宗萼大居士。
正室（高木正成の娘）は元禄14年（1701年）5月、江戸深川の下屋敷にて83歳で没し、岩村の妙仙寺に葬られた。法号は芳春院殿蘭室永香大姉。

## 系譜
- 父：丹羽氏信
- 母：於徳の方 - 水野勝成の養女[2]（水野忠胤の娘）
- 正室：芳春院殿蘭室永香大姉 (1619-1701) -（高木正成の娘）[7]
  - 長男：丹羽氏純 (1637-1674)
- 生母不明の子女
  - 長女：智鏡院戌姫 (?-1683) - 丹羽家家臣 相田権左衛門の正室[7]
  - 次男：勘十郎 (?-1654)[7]
  - 次女：重 - 土井利直の正室、のち離婚[7]
  - 三女：多阿 (1645-?) - 加々爪直清の正室[7]